# Блу-Спрингс (Миссури)
Блу-Спрингс (англ. Blue Springs) — город в округе Джэксон в штате Миссури в Соединённых Штатах Америки. Расположен в 31 километре к востоку от Канзас-Сити.
По данным переписи 2020 года численность населения составляла 58 604 человека; это 8-й по величине город в столичном районе Канзас-Сити и 10-й по величине город в штате Миссури.

## География
По данным Бюро переписи населения США, общая площадь города составляет 22,35 квадратных миль (57,89 км2), из которых 22,27 квадратных миль (57,68 км2) приходится на сушу и 0,08 квадратных миль (0,21 км2) — на воду.